# Atelothrus transiens
Atelothrus transiens är en skalbaggsart som beskrevs av Sharp 1903. Atelothrus transiens ingår i släktet Atelothrus och familjen jordlöpare. Inga underarter finns listade i Catalogue of Life.